# Dinera grisescens
Dinera grisescens är en tvåvingeart som först beskrevs av Carl Fredrik Fallén 1817.
Dinera grisescens ingår i släktet Dinera och familjen parasitflugor. Arten är reproducerande i Sverige. Inga underarter finns listade i Catalogue of Life.